# Yamaha DT
La Yamaha DT è una motocicletta prodotta per il fuoristrada, ma non per uso agonistico, della casa Yamaha Motor, nella sola motorizzazione a due tempi.

## Introduzione
Questo motociclo può essere confuso con la Yamaha WR, che esteticamente è simile, ma che è per uso agonistico e adotta soluzioni diverse, più improntate per l'uso competitivo, inoltre adopera in motore diverso.
Rispetto al modello "WR", il DT ha un telaio con architettura più classica, un impianto frenante meno estremo, forcelle tradizionali, un serbatoio più capiente, una sella più sagomata per facilitare la seduta e un impianto di scarico più silenzioso.

## 50
Prodotta dal 2003 sia nella versione enduro "R" che motard "SM" / "X".

## 80
Prodotta dal 1973 al 1998 nella sola versione enduro.

## 100
Prodotta dal 1972 al 1996 nella sola versione enduro.

## 125
Questa moto è stata prodotta in più serie dal 1974 al 2006, la prima serie, prodotta dal 74 all'82 aveva un approccio classico, mentre dal '83 ha assunto forme moderne, rimanendo in produzione fino al 2006.
Nel 1980 si passa dal sistema doublecross al sistema telelever, e nel 1984 si passa definitivamente al sistema monocross. Nel 1984 si adotta il sistema di raffreddamento a liquido e l'impianto frenante anteriore diventa a disco, nel 1986 diventa completamente a disco.
Nel 1990, il motore passa dalle misure 56x50 a 56x50,7, con il blocco motore derivato dalla Yamaha TZR.
La moto, nella seconda serie, venne prodotta in diverse versioni, la "R", ovvero fuoristrada, la "X", motard, e la "Ténéré" dedicata ai terreni sabbiosi e desertici.
L'ultimo modello delle DT 125 venne prodotto nell'arco di tempo 2004-2006, presentandosi con emissioni di classe euro 2, cerchi 17"/17" nella versione supermotard (DT125X) e 21"/18" nella versione cross (DT125R), e un motore dalle buone prestazioni.
Una particolarità di questo modello è la facilità di incremento delle prestazioni, ottenibile mettendo a Massa (elettronica) il limitatore di giri che aveva appunto la funzione di limitare i giri massimi, quindi la potenza massima della moto a 11 kW per motivi legali.

## 175
Questa moto è stata prodotta in più serie dal 1974 al 2000
Si differenzia dalla versione 125 per il solo motore, dove il cilindro è stato ampliato a 66 mm, prendendo le misure 66x50, poi nel 90 le misure 66x50,7.

## 180
Prodotta dal 1980 al 1997 nella sola versione enduro.

## 200

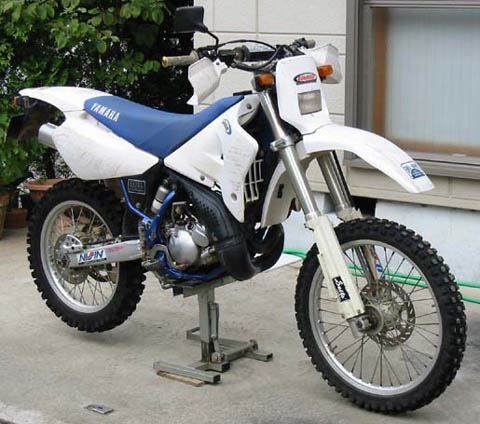
Yamaha DT 200 R

Questa moto è stata prodotta dal 1984 al 1992 e si differenzia dalla versione da 174 per via della corsa maggiorata a 57 mm, prendendo le misure 66x57

## 230
Questa moto è stata prodotta dal 1977 al 1999 con il motore derivato dalla 250, con la riduzione dell'alesaggio, prendendo le misure 66.8x64 mm

## 250

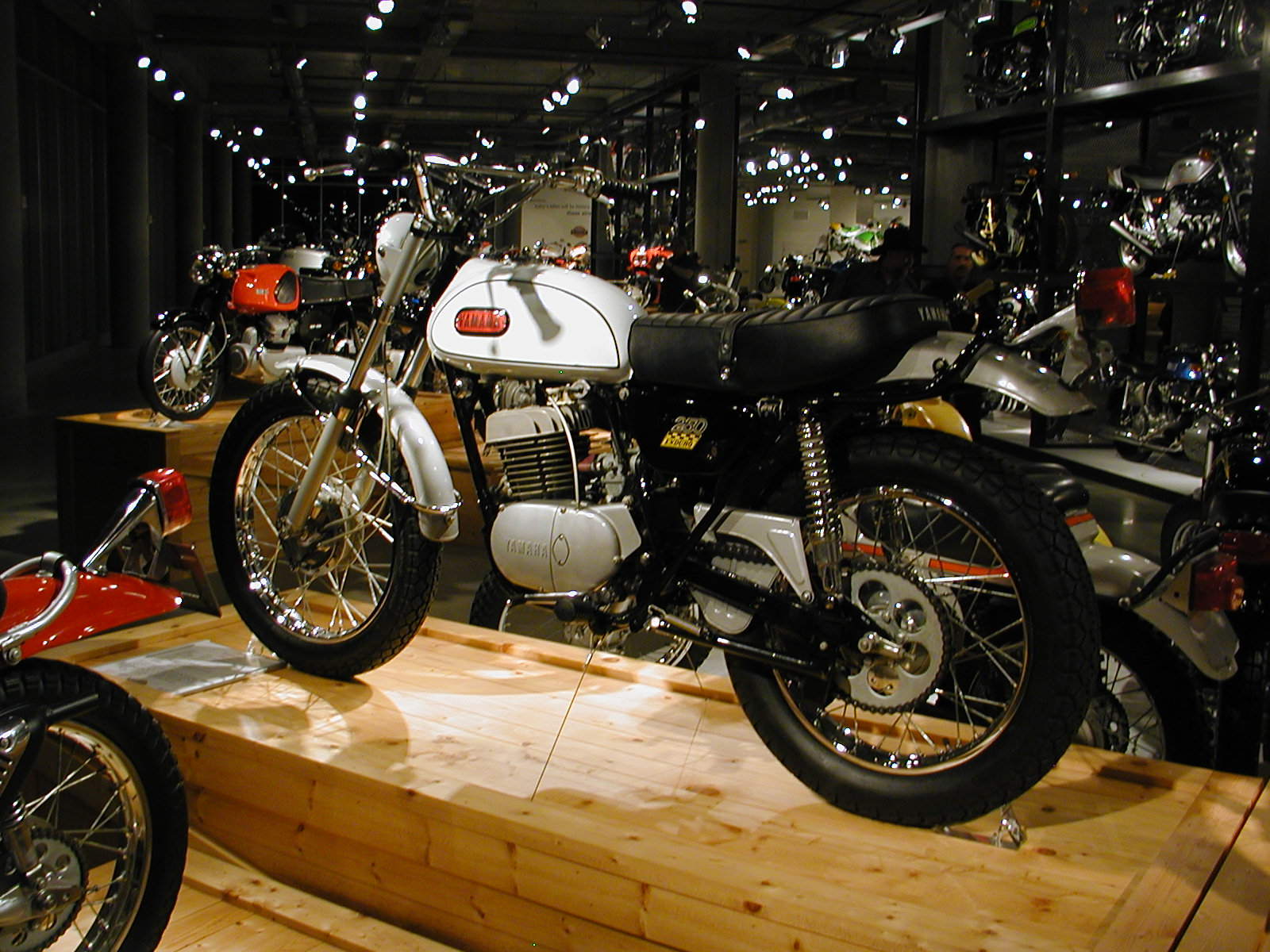
Yamaha DT-1 250 1968

Questa moto è stata prodotta in più serie dal 1968 al 1981, la prima serie dal 1968 al 1972 aveva caratteristiche prettamente classiche, mentre dal 1974 assunse forme più moderne, pur distanti dalle evoluzioni successive.
Per tutta la sua storia venne prodotta con il motore nelle misure 70x64 mm

## 360-400
Prodotta dal 1972 al 1974 nella versione da 360 con le misure 80x70 mm, mentre dal 1974 al 1978 venne prodotta nella versione 400, con l'aumento dell'alesaggio, prendendo le misure 85х70 mm